# Donetsk (Rússia)
|  | Aquest article tracta sobre la localitat de Rússia. Vegeu-ne altres significats a «Donetsk (desambiguació)». |

Donetsk (en rus Доне́цк) és una localitat russa de l'óblast de Rostov situada rus: Доне́цк les ribes del riu Donets, a la frontera amb Ucraïna/República Popular de Donetsk. A 171 km al nord-oest de Rostov del Don.

## Demografia
| 1959   | 1970   | 1979   | 1989   | 2002   | 2010   | 2014   |
| ------ | ------ | ------ | ------ | ------ | ------ | ------ |
| 42.369 | 38.134 | 44.147 | 48.673 | 48.040 | 50.228 | 49.170 |